# Radepont
Radepont ist eine französische Gemeinde mit 643 Einwohnern (Stand 1. Januar 2022) im Département Eure in der Region Normandie; sie gehört zum Arrondissement Les Andelys und zum Kanton Romilly-sur-Andelle. Der Ort liegt am Ufer des Flusses Andelle.

## Geschichte
- 1189: Gründung der Abtei Notre-Dame de Fontaine-Guérard durch Robert de Beaumont, 3. Earl of Leicester

### Einwohnerentwicklung
| 1962 | 1968 | 1975 | 1982 | 1990 | 1999 | 2006 | 2017 |
| ---- | ---- | ---- | ---- | ---- | ---- | ---- | ---- |
| 748  | 739  | 691  | 647  | 737  | 710  | 756  | 657  |

## Sehenswürdigkeiten
Von der im 11. Jahrhundert gegründeten Zisterzienserinnenabtei Fontaine-Guérard existieren nur noch Ruinen der gotischen, anglonormannischen Gebäude, zum Beispiel der Abteikirche, des Konvents und der Kapelle. Die Abtei wurde im Zuge der Französischen Revolution (1789–1799) aufgelöst und verkauft. 1937 wurde sie offiziell als historisches Denkmal anerkannt. Auf dem Gelände wurde im 19. Jahrhundert ein romantischer Park angelegt. Teile des Parks gehören zu einem Projekt, das versucht, authentische Klostergärten zu gestalten.
Im 19. Jahrhundert wurde in der Nähe der Ruinen der Abtei eine Spinnerei im Stil einer neugotischen Kathedrale errichtet. Die Mauern der verlassenen Abtei dienten dazu als „Steinbruch“. Die Spinnerei wurde 1946 nach einem Brand geschlossen und um 1960 vom Département Eure aufgekauft. Es soll in seinem jetzigen Zustand als Industriedenkmal verbleiben.

## Wirtschaft
Auf dem Gemeindegebiet gelten geschützte geographische Angaben (IGP) für Schweinefleisch (Porc de Normandie), Geflügel (Volailles de Normandie) und Cidre (Cidre de Normandie und Cidre normand).

## Persönlichkeiten
- Philippe Zacharie (1849–1915), Maler